# 今熊野観音寺

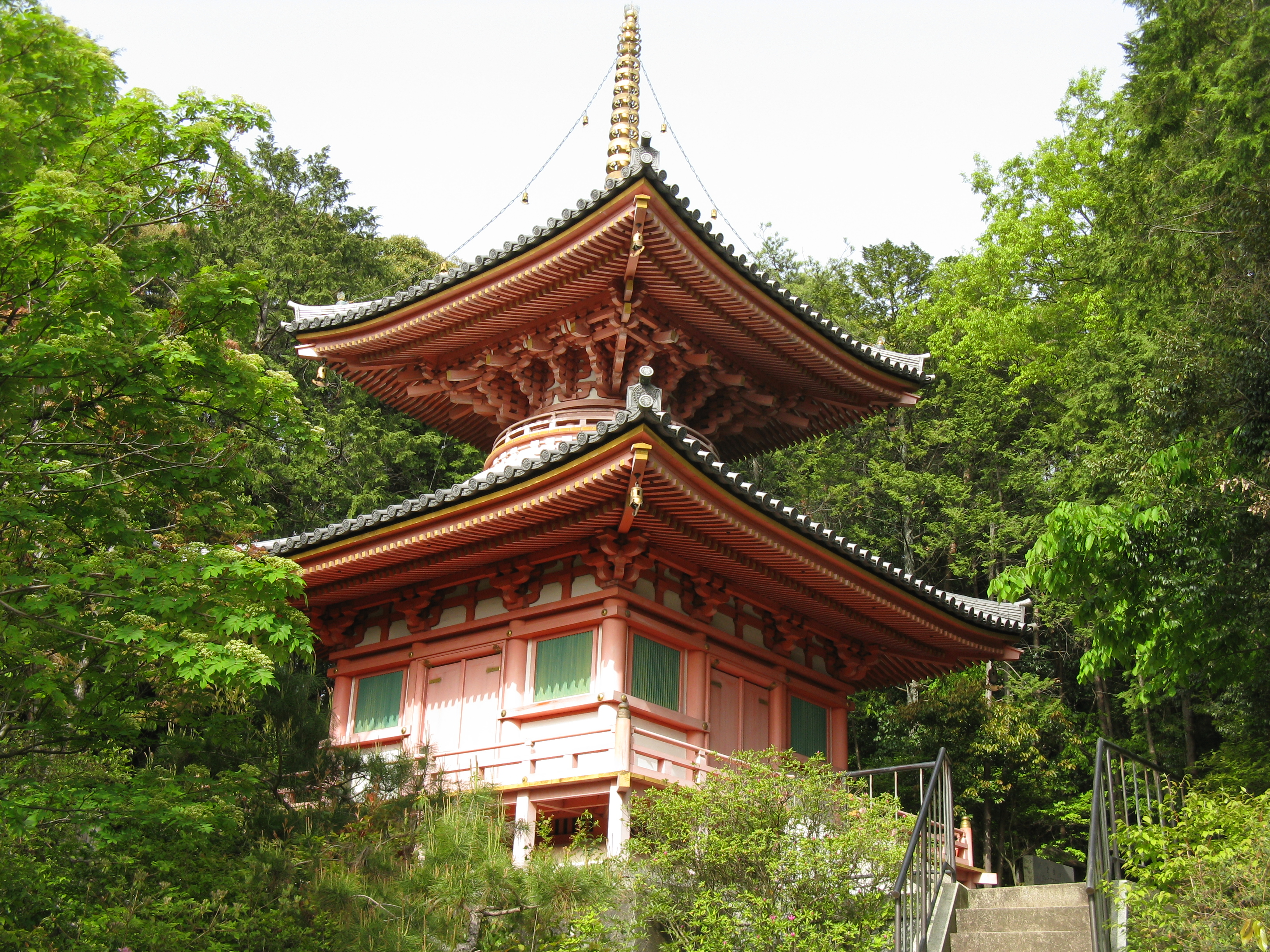
医聖堂

今熊野観音寺（いまくまのかんのんじ）は、京都市東山区泉涌寺山内町にある真言宗泉涌寺派の寺院。総本山泉涌寺の塔頭。山号は新那智山。本尊は十一面観音。正式な寺号は観音寺（かんのんじ）であるが、「今熊野」の通称で知られる。西国三十三所第15番札所。洛陽三十三所観音霊場第19番札所。
本尊真言：おん まかきゃろにきゃ そわか
ご詠歌：昔より立つとも知らぬ今熊野 仏の誓いあらたなりけり

## 歴史
空海が唐で真言密教を学んで帰国した翌年にあたる大同2年（807年）、東山から光が出ているのを見つけた空海は、不思議に思って当地にやってきたところ、老人の姿をした熊野権現が現れた。熊野権現は空海に天照大神御作の一寸八分の十一面観音菩薩像を手渡してこの地に一宇を建ててこの観音菩薩を祀り、衆生を救済するようにといった。
そこで空海は自ら一尺八寸の十一面観音菩薩像を刻み、授かった一寸八分の像をその体内仏として中に納め、熊野権現のいうようにこの地に一宇を建てて奉安した。これが当寺の始まりであるとされる。
弘仁3年（812年）には嵯峨天皇から支援を受けた空海によって諸堂が造営され、天長年間（824年 - 833年）に完成したとされる。さらに左大臣藤原緒嗣の発願によって広大な寺域に伽藍の造営が図られると、緒嗣亡き後もその子藤原春津によって緒嗣の菩提を弔うための事業として続けられ、斉衡2年（855年）に法輪寺として完成を見た。また、清少納言の父であり、平安時代中期の歌人である清原元輔の邸宅は当寺の境内地の近くにあったという。
平安時代後期になると、紀伊国熊野の熊野三山に対してこの地を今熊野と称し、白河法皇の時代には今熊野修験の中心地として栄え、寺名も東山観音寺と呼ばれるようになる。
後白河上皇は熱心な熊野三山の信者であったが、紀伊国熊野の地は遠く、気軽には参詣できないために今熊野と呼ばれていた当地一帯に目を付け、永暦元年（1160年）に当地に新たに熊野権現を勧請し、当山の本尊をその本地仏として定めたうえで「新那智山」の山号を授けて東山観音寺を観音寺に改め、山麓に新熊野神社を造営している。
鳥辺野の南西の地（鳥戸野）は、古くからの貴族の葬地であったが、当寺がその葬地をつかさどっていた。そのため貴族の葬儀や法要の多くを観音寺は行っている。後堀河天皇の観音寺陵は、当寺の東南に隣接している。
南北朝時代の騒乱や応仁の乱などで当寺は炎上し、境内は荒廃したがその都度復興し、天正8年（1580年）には本格的に復興がなされている。その際、もともと奥の院の順礼堂が建っていた場所に本堂が建てられるようになった。
現在の本堂は正徳2年（1712年）に宗恕祖元によって再建されたものである。
後白河上皇は持病である頭痛を当山の観音菩薩によって治してもらった。この出来事以来、一般の人々からも頭痛封じの観音様として尊崇されるようになった。
境内には、西国三十三所観音霊場の各本尊を石仏とし安置し、巡拝ができる「今熊野西国霊場」がある。

## 境内
- 本堂 - 正徳2年（1712年）に宗恕祖元によって再建。本尊は空海作と伝えられる秘仏の十一面観音で、脇仏は円珍作と伝えられる不動明王像と運慶作と伝えられる毘沙門天像である。他にも大聖歓喜天像（聖天）、薬師如来像、准胝観音像、三面大黒天像、恵比須神像などが祀られている[2]。
- 地蔵堂 - おもに回向道場として使用されている[2]。
- 三重石塔
- 庫裏
- 茶室「福海寮」 - 1892年（明治25年）に英照皇太后により当寺に下賜されたもの[2]。
- 茶所 - 休憩所[2]。
- 大講堂
- 五智水 - 空海が当寺を開く際に錫杖で岩根をうがつと湧き出したとされる水[2]。
- ぼけ封じ観音 - ぼけ封じ近畿十楽観音霊場第1番札所[2]。
- 大師堂 - 空海を祀る[2]。東山大師とも呼ばれる。
- 稲荷社 - 鎮守社。稲荷明神を祀る[2]。
- 熊野権現社 - 鎮守社。熊野権現を祀る[2]。
- 霊光殿 - 納骨堂[2]。
- 鐘楼 - 梵鐘は太平洋戦争中の金属類回収令によって供出されたが、戦後無事に戻ってきた[2]。
- 金龍弁財天 - 金色の巳（蛇の神）を祀る[2]。
- 今熊野西国霊場 - 西国三十三所観音霊場石仏群[2]。
- 多宝塔「医聖堂」 - 1984年（昭和59年）建立。医界に貢献した医家達が祀られている[2]。
- 藤原長家供養塔
- 藤原忠通供養塔
- 慈円供養塔
- 島津逆修の塔 - 島津義久の三女・亀寿の逆修塔。鹿児島県で採石される山川石が使用されている[2]。
- 子護弘法大師像
- 武見太郎像 - 日本医師会会長。

## 前後の札所
西国三十三所
番外 元慶寺　-　15 今熊野観音寺　-　16 清水寺
洛陽三十三所観音霊場
18 泉涌寺塔頭善能寺　-　19 今熊野観音寺　-　20 泉涌寺
ぼけ封じ近畿十楽観音霊場
1 今熊野観音寺　-　2 大報恩寺
泉山七福神巡り
番外 泉涌寺塔頭新善光寺　-　3 今熊野観音寺　-　4 泉涌寺塔頭来迎院
通称寺の会（今熊野）
神仏霊場巡拝の道
121 泉涌寺　-　122 今熊野観音寺　-　123 伏見稲荷大社

## 所在地
- 京都府京都市東山区泉涌寺山内町32

## アクセス
- JR奈良線 東福寺駅より徒歩約20分。
- 京阪本線 東福寺駅より徒歩約20分。

## 周辺
- 泉涌寺
- 悲田院 (京都市東山区)
- 東福寺